# Перепеличчя
Перепели́ччя — село в Україні, у Немирівській міській громаді Вінницького району Вінницької області. Населення становить 180 осіб.

## Історія
Відповідно до Розпорядження Кабінету Міністрів України від 12 червня 2020 року № 707-р «Про визначення адміністративних центрів та затвердження територій територіальних громад Вінницької області» увійшло до складу Немирівської міської громади.
19 липня 2020 року, в результаті адміністративно-територіальної реформи та ліквідації Немирівського району, село увійшло до складу Вінницького району.

## Населення

### Мова
Розподіл населення за рідною мовою за даними перепису 2001 року:
| Мова       | Кількість | Відсоток |
| ---------- | --------- | -------- |
| українська | 167       | 92.78%   |
| російська  | 12        | 6.67%    |
| румунська  | 1         | 0.55%    |
| Усього     | 180       | 100%     |

## Галерея

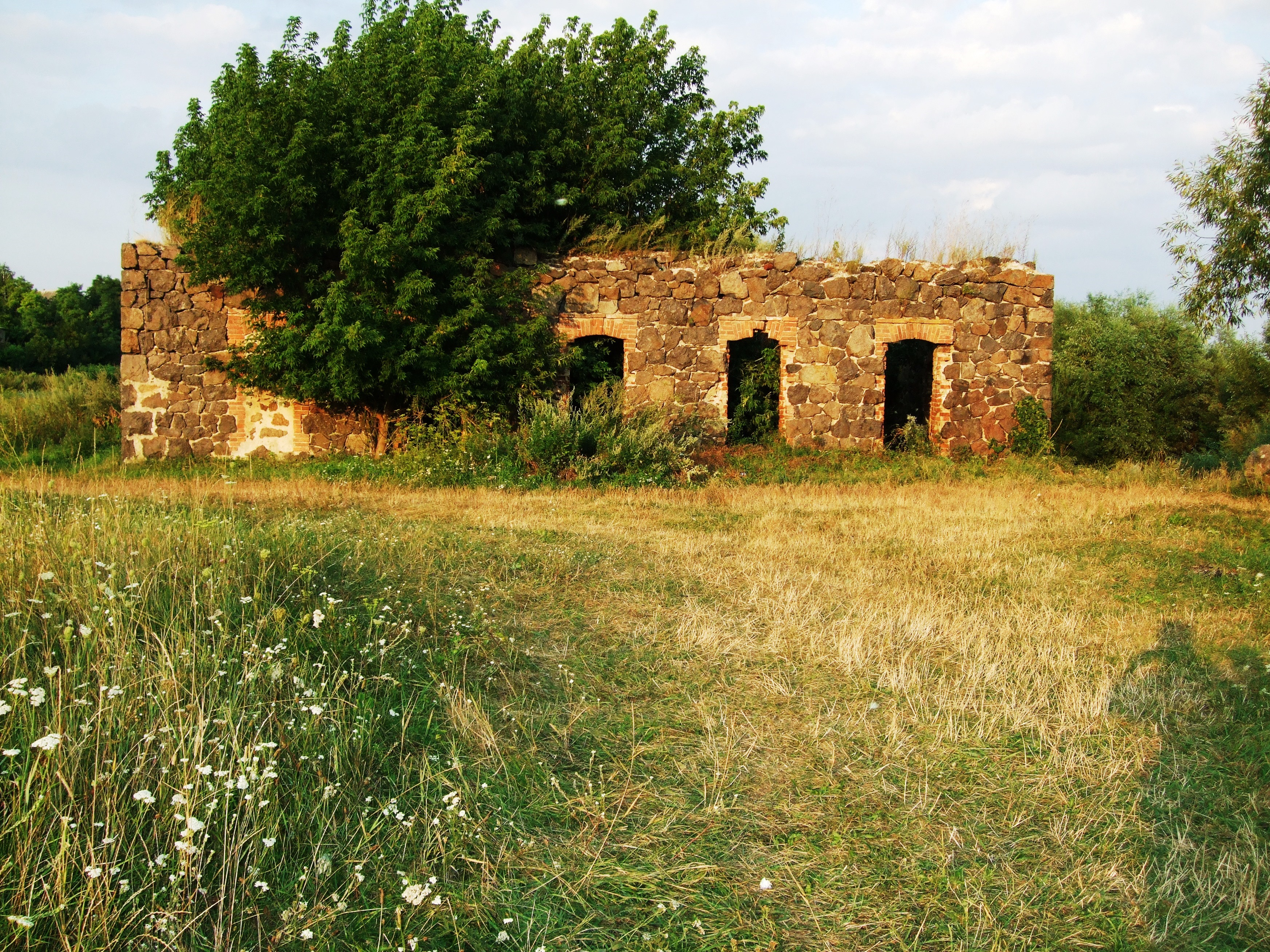
Млин